# Krásný Les (district de Liberec)
Pour les articles homonymes, voir Krásný Les.
Krásný Les (en allemand : Schönwald) est une commune du district et de la région de Liberec, en Tchéquie. Sa population s'élevait à 481 habitants en 2021.

## Géographie
Krásný Les est arrosée par la rivière Rašnice et se trouve à 4 km au nord-est du centre de Frýdlant, à 21 km au nord de Liberec et à 108 km au nord-est de Prague.
La commune est limitée par Bulovka au nord, par Dolní Řasnice à l'est, par Nové Město pod Smrkem et Raspenava au sud, et par Frýdlant à l'ouest.

## Histoire
La première mention écrite de la localité date de 1346.

## Transports
Par la route, Krásný Les se trouve à 4 km de Frýdlant, à 26 km de Liberec et à 135 km de Prague.